# Бойко, Светлана Анатольевна
Светла́на Анато́льевна Бо́йко (род. 13 апреля 1972, Ростов-на-Дону, СССР) — российская спортсменка-рапиристка, в сборной команде России с 1993 года. Олимпийский чемпион 2008 года, чемпионка мира и Европы, многократный призёр чемпионатов мира и Европы. Живёт и тренируется в Ростове-на-Дону.

## Биография
Светлана Бойко занималась у тренера Михаила Золотарёва.

## Достижения
- Чемпионат Европы-1998 – 1-е место.
- Чемпионат мира-1998 – 2-е место, личное первенство.
- Чемпионат мира-1999 – 3-е место, личное первенство.
- Чемпионат мира-2000 – 1-е место, командное первенство.
- Чемпионат Европы-2002 -  3-е место, личное первенство.
- Чемпионат мира-2002 – 1-е место, личное и командное первенство.
- Чемпионат Европы 2003 – 3-е место, личное первенство.
- Чемпионат мира-2003 – 2-е место, командное первенство.
- Чемпионат мира-2006 – 1-е место, командное первенство.

## Награды и звания
- Орден Дружбы — за большой вклад в развитие физической культуры и спорта, высокие спортивные достижения на Играх XXIX Олимпиады 2008 года в Пекине[2]
- Заслуженный мастер спорта России